# Achtkarspelen

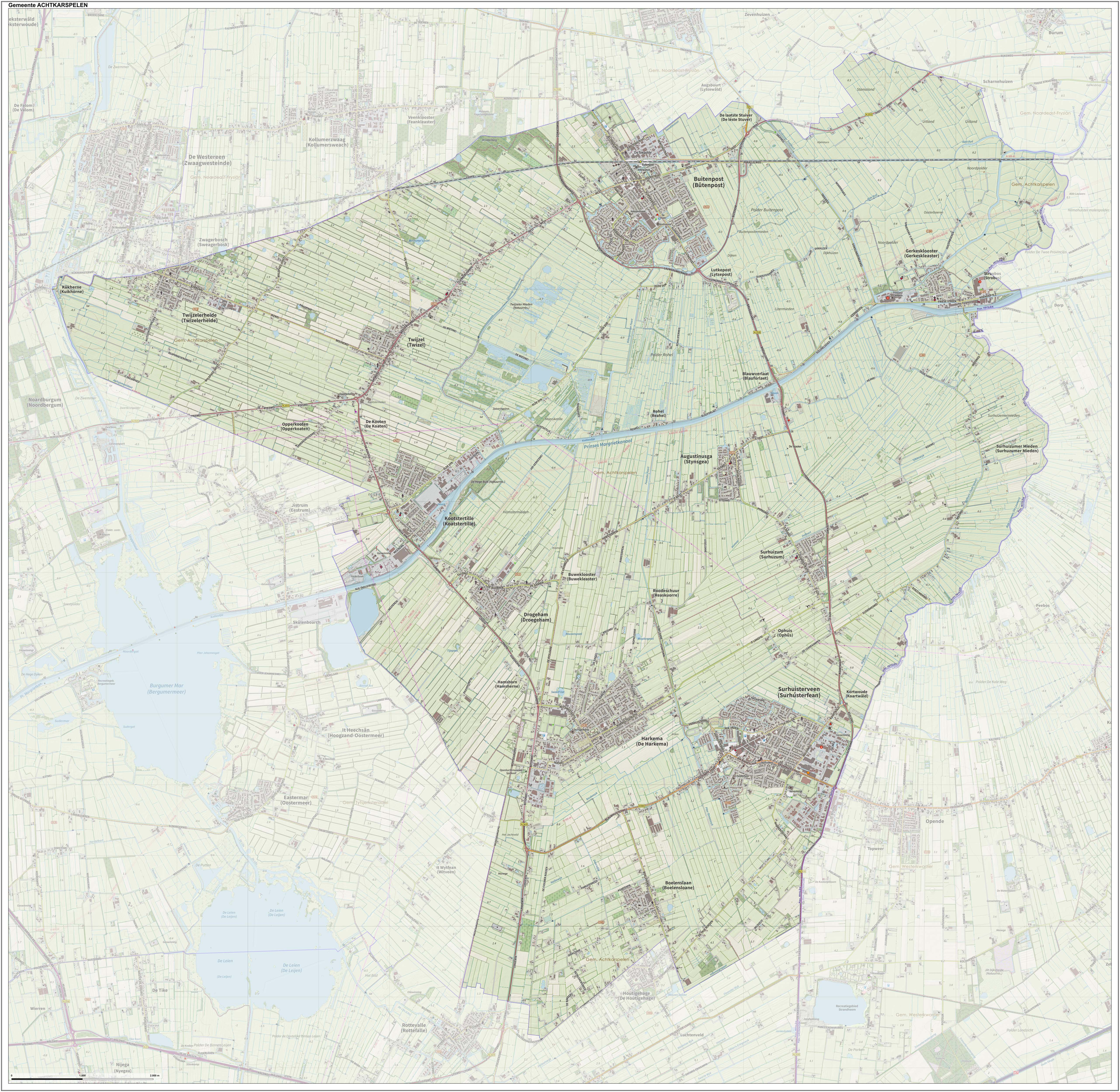
Topografische gemeentekaart van Achtkarspelen

Achtkarspelen (Nederlandse uitspraakⓘ, Friese uitspraak: [axt’kaspələn]) is een gemeente in het oosten van de Nederlandse provincie Friesland. De gemeente telt 28.226 inwoners en heeft een totale oppervlakte van 103,98 km², waarvan 102,23 km² land en 1,75 km² water (1 januari 2024, bron: CBS).

## Geschiedenis
De naam Achtkarspelen verwijst naar de acht oorspronkelijke karspelen van het decanaat Oldehove die over de Lauwers lagen, te weten: Augustinusga, Buitenpost, Drogeham, De Kooten, Kortwoude, Lutkepost, Surhuizum en Twijzel. De grietenij Achtkarspelen nam lang een aparte plaats in Friesland in. In de middeleeuwen behoorde Achtkarspelen tot het bisdom Münster, terwijl de rest van Friesland onderdeel was van het bisdom Utrecht.
De grietenij Achtkarspelen werd in 1851 een gemeente na de invoering van de gemeentewet in Nederland van Thorbecke.

## Monumenten
In de gemeente zijn er een aantal rijksmonumenten en oorlogsmonumenten, zie:
- Lijst van rijksmonumenten in Achtkarspelen.
- Lijst van oorlogsmonumenten in Achtkarspelen

## Kernen
De gemeente Achtkarspelen telt twaalf officiële kernen, waarvan Surhuisterveen en Buitenpost de grootste zijn.

### Dorpen
Aantal inwoners per kerngebied* op 1 januari 2023:
| Nederlandse naam | Friese naam    | Inwoners |
| ---------------- | -------------- | -------- |
| Surhuisterveen   | Surhústerfean  | 6.100    |
| Buitenpost       | Bûtenpost      | 5.905    |
| Harkema          | De Harkema     | 4.320    |
| Kootstertille    | Koatstertille  | 2.480    |
| Twijzelerheide   | Twizelerheide  | 1.795    |
| Drogeham         | Droegeham      | 1.680    |
| Surhuizum        | Surhuzum       | 1.265    |
| Augustinusga     | Stynsgea       | 1.205    |
| Boelenslaan      | Boelensloane   | 1.200    |
| Twijzel          | Twizel         | 1.095    |
| Gerkesklooster** | Gerkeskleaster | 785      |
| Stroobos**       | Strobos        | 315      |

* Kerngebied: de woonkern en het bijbehorende omliggende gebied buiten de bebouwde kom. Gegevens per bebouwde kom zijn niet beschikbaar.
** Gerkesklooster en Stroobos vormen samen een tweelingdorp, onder de naam Gerkesklooster-Stroobos tezamen 1115 inwoners in 2019

### Buurtschappen
Naast deze dorpen bevinden zich in de gemeente de volgende buurtschappen, die sinds 2021 uitsluitend eentalig Friese plaatsnaamborden hebben:
| - Barghiem (Barghiem) - Blauwhuis (Blauhûs) - Blauwverlaat (Blauforlaet) - Buweklooster (Bouwekleaster) - Buwetille (Bouwetille) - De Kooten (De Koaten) - De Laatste Stuiver (De Lêste Stoer) - Dijkhuizen (Dykhuzen) - Egypte - Gerben Allesverlaat (Gerben Allesforlaet) | - Hamsterpein (De Hamsterpein) - Hamshorn (Hamsherne) - Hiltjemoeiswouden (Hiltsjemuoiswâlden) - Jachtveld (It Jachtfjild)) - Kortwoude (Koartwâld) - Kuikhorne (Kûkherne) (deels) - Lutkepost (Lytsepost) - Monniketille (Mûntsetille) - Ophuis (Ophûs) | - Opperkooten (Opperkoaten) - Rohel (Reahel) - Roodeschuur (Reaskuorre) - Surhuizumer Mieden (Surhuzumer Mieden) - Uitland (It Utlân) - Vierhuizen (Fjouwerhúzen) - Westerend (Westerein) - Wildpad (It Wyldpaed) - Wildveld (It Wyldfjild) |

## Politiek

### College van burgemeester en wethouders
| Functie            | Naam                     | Partij     | info                |
| ------------------ | ------------------------ | ---------- | ------------------- |
| Burgemeester       | Jouke Douwe de Vries     | partijloos | per 30 januari 2025 |
| Wethouders         | Harjan Bruining          | CDA        |                     |
| Wethouders         | Tjibbe Brinkman          | FNP        |                     |
| Wethouders         | Jelle Boerema            | GBA        |                     |
| Wethouders         | Lea van der Tuin-Kuipers | CDA        |                     |
| Gemeentesecretaris | Marcel Pieter de Jong    |            |                     |

### Gemeenteraad
De gemeenteraad van Achtkarspelen bestaat sinds 1978 uit 21 zetels. Hieronder de behaalde zetels per partij bij de gemeenteraadsverkiezingen sinds 1935:

#### 1935-1970
| Partij      | Partij               | 1935 | 1939 | 1946  | 1949 | 1953 | 1958 | 1962 | 1966 |
| ----------- | -------------------- | ---- | ---- | ----- | ---- | ---- | ---- | ---- | ---- |
|             | ARP                  | 7    | 7    | 8     | 7    | 7    | 7    | 7    | 8    |
|             | PvdA                 |      |      | 5     | 4    | 5    | 6    | 5    | 6    |
|             | CHU                  | 3    | 3    | 3     | 3    | 2    | 3    | 3    | 3    |
|             | BP                   |      |      |       |      |      |      |      | 1    |
|             | Lijst Holwerda (GPV) |      |      |       | 1    | 1    |      | 1    | 1    |
|             | VVD                  |      |      |       | 1    | 1    | 1    | 1    |      |
|             | CPN                  |      |      | 1     | 1    | 1    |      |      |      |
|             | VDB                  | 2    | 2    | [ a ] |      |      |      |      |      |
|             | SDAP                 | 3    | 2    | [ a ] |      |      |      |      |      |
|             | CDU                  | 2    | 2    | [ a ] |      |      |      |      |      |
|             | TBN                  |      | 1    |       |      |      |      |      |      |
| Totaal      | Totaal               | 17   | 17   | 17    | 17   | 17   | 17   | 17   | 19   |
| Opkomst (%) | Opkomst (%)          | 92,1 | 92,5 | 89,5  | 89,5 | 94,1 | 93,3 | 92,6 | 92,3 |

#### 1970-heden
| Partij      | Partij                   | 1970 | 1974 | 1978 | 1982 | 1986 | 1990 | 1994 | 1998 | 2002  | 2006 | 2010 | 2014 | 2018 | 2022 |
| ----------- | ------------------------ | ---- | ---- | ---- | ---- | ---- | ---- | ---- | ---- | ----- | ---- | ---- | ---- | ---- | ---- |
|             | CDA (voor 1978: ARP-CHU) | 11   | 11   | 12   | 9    | 8    | 9    | 6    | 8    | 7     | 6    | 6    | 5    | 6    | 6    |
|             | FNP                      |      |      |      | 1    | 2    | 3    | 4    | 3    | 5     | 4    | 5    | 6    | 4    | 4    |
|             | CU (voor 2006: CU-SGP)   |      |      |      |      |      |      |      |      | 3     | 2    | 3    | 3    | 3    | 3    |
|             | GBA                      |      |      |      |      |      |      | 2    | 2    | 2     | 2    | 3    | 3    | 3    | 3    |
|             | PvdA                     | 6    | 6    | 7    | 7    | 8    | 6    | 5    | 4    | 3     | 6    | 3    | 3    | 2    | 2    |
|             | PVV                      |      |      |      |      |      |      |      |      |       |      |      |      | 1    | 1    |
|             | FVD                      |      |      |      |      |      |      |      |      |       |      |      |      |      | 1    |
|             | GL                       |      |      |      |      |      |      |      |      |       |      |      |      | 1    | 1    |
|             | VVD                      | 1    | 1    | 1    | 2    | 1    | 1    | 1    | 1    | 1     | 1    | 1    | 1    | 1    |      |
|             | RPF-SGP                  |      |      |      | 1    | 1    | 1    | 2    | 2    | [ c ] |      |      |      |      |      |
|             | GPV                      | 1    | 1    | 1    | 1    | 1    | 1    | 1    | 1    | [ c ] |      |      |      |      |      |
| Totaal      | Totaal                   | 19   | 19   | 21   | 21   | 21   | 21   | 21   | 21   | 21    | 21   | 21   | 21   | 21   | 21   |
| Opkomst (%) | Opkomst (%)              | 72,3 | 74,0 | 82,3 | 77,7 | 84,8 | 73,8 | 70,2 | 65,8 | 67,2  | 63,1 | 54,1 | 55,9 | 56,7 | 52,8 |

## Openbaar vervoer

### Trein
De gemeente heeft één treinstation: station Buitenpost. Hier stoppen de snel- en stoptreinen van Arriva in de richting van Leeuwarden en Groningen.

### Bus
In de gemeente rijden verschillende buslijnen van vervoerder Qbuzz:
- streekbus 12: Buitenpost - Augustinusga - Surhuizum - Surhuisterveen - Rottevalle - Drachten
- streekbus 13: Drachten - Boelenslaan - Surhuisterveen - Harkema - Drogeham - Kootstertille - Leeuwarden
- streekbussen 39, 133 en 139: Surhuisterveen - Grootegast - Groningen
- streekbus 61: Damwâld - Walterswâld - Driezum - Westergeast - Kollumersweach - Feankleaster - Buitenpost
- streekbus 62: Buitenpost - Kollum - Zwaagwesteinde - Veenwouden - Leeuwarden
- streekbus 63: Buitenpost - Kollum - Dokkum
- buurtbus 101: Kootstertille - Twijzel - Buitenpost - Augustinusga - Gerkesklooster - Stroobos - Lutjegast - Grootegast

## Aangrenzende gemeenten
| Aangrenzende gemeenten | Aangrenzende gemeenten | Aangrenzende gemeenten | Aangrenzende gemeenten | Aangrenzende gemeenten |
| ---------------------- | ---------------------- | ---------------------- | ---------------------- | ---------------------- |
| Dantumadeel            |                        | Noardeast-Fryslân      |                        |                        |
|                        |                        |                        |                        |                        |
| Tietjerksteradeel      | Westerkwartier (Gr)    |                        |                        |                        |
|                        |                        |                        |                        |                        |
|                        |                        | Smallingerland         |                        |                        |

Dorpen: Augustinusga · Boelenslaan · Buitenpost · Drogeham · Gerkesklooster · Harkema · Kootstertille · Stroobos · Surhuisterveen · Surhuizum · Twijzel · Twijzelerheide

Buurtschappen: Barghiem · Blauwhuis · Blauwverlaat · Buweklooster · Buwetille · De Kooten · De Laatste Stuiver · Dijkhuizen · Egypte · Gerben Allesverlaat · Hamsterpein · Hamshorn · Hiltjemoeiswouden · Jachtveld · Kortwoude · Kuikhorne (deels) · Lutkepost · Monniketille · Ophuis · Opperkooten · Rohel · Roodeschuur · Surhuizumer Mieden · Uitland · Vierhuizen · Westerend · Wildpad (deels) · Wildveld

Friesland: Steden en dorpen      Nederland: Provincies · Gemeenten
Achtkarspelen · Ameland · Dantumadeel · De Friese Meren · Harlingen · Heerenveen · Leeuwarden · Noardeast-Fryslân · Ooststellingwerf · Opsterland · Schiermonnikoog · Smallingerland · Súdwest-Fryslân · Terschelling · Tietjerksteradeel · Vlieland ·  Waadhoeke · Weststellingwerf

Steden en dorpen · Voormalige gemeenten · Nederland: Provincies · Gemeenten